# (13978) Hiwasa
(13978) Hiwasa est un astéroïde de la ceinture principale.

## Description
(13978) Hiwasa est un astéroïde de la ceinture principale. Il fut découvert le 4 mai 1992 à Geisei par Tsutomu Seki. Il présente une orbite caractérisée par un demi-grand axe de 2,62 UA, une excentricité de 0,19 et une inclinaison de 12,4° par rapport à l'écliptique.

## Compléments